# Японская мышь
Японская мышь (также Большая лесная мышь, Азиатская мышь, Красная мышь, лат. Apodemus speciosus) — островной вид мышей, его включает в себя род восточные мыши, семейство мышиные (Muridae). Населяет острова Японского архипелага, также Южные Курилы, встречаясь таким образом на территории двух стран — Японии и РФ (о. Кунашир).

## Внешний вид

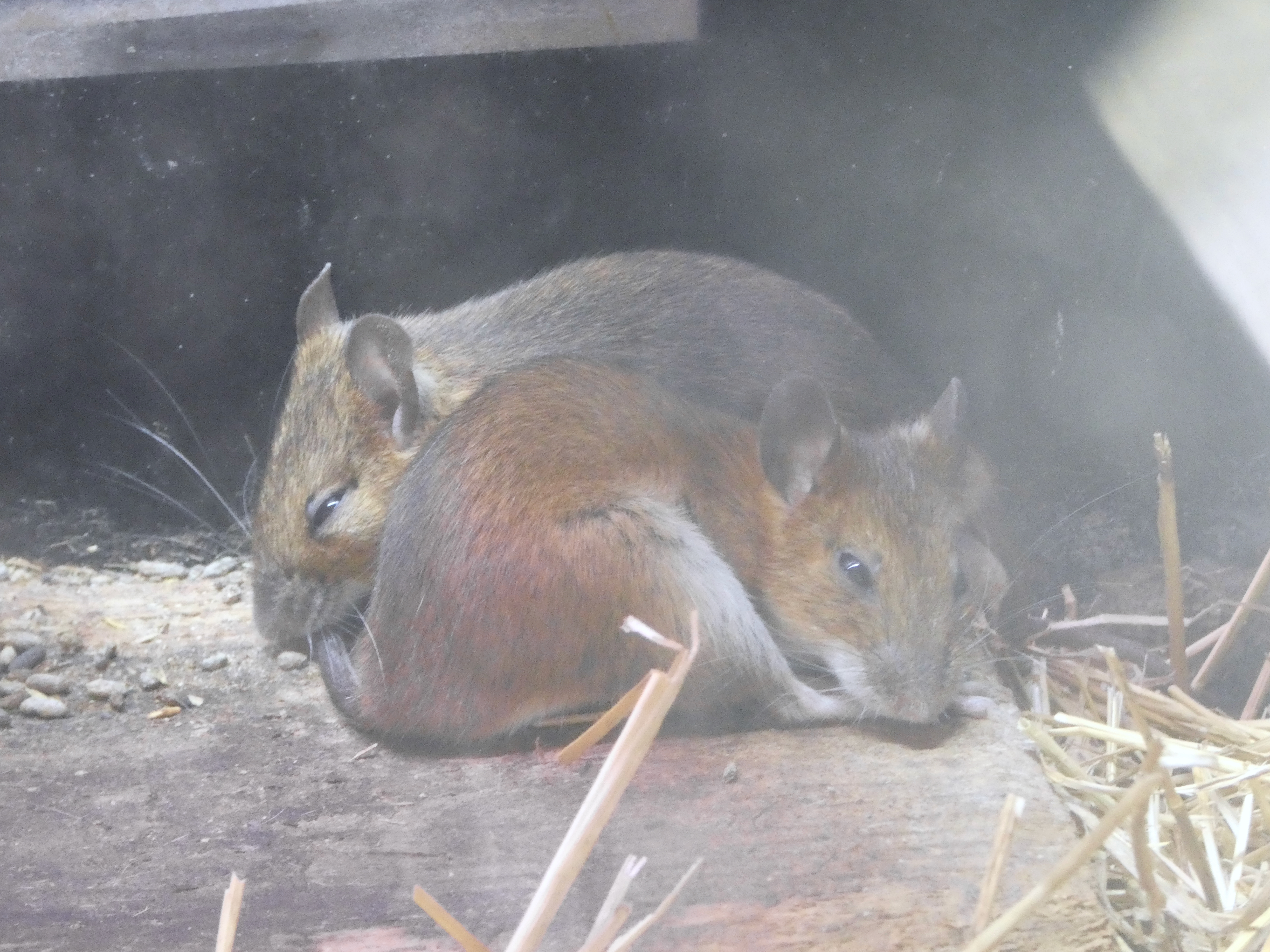

Японская лесная мышь отличается от азиатской мыши тем что в окраске шерсти спины у японской преобладают яркие кирпично-красные тона (откуда и название), а также тем что у большинства зверьков кончик хвоста белый. При этом длина хвоста (до 106 мм) составляет в среднем около 95 % длины тела (до 120 мм). В некоторых случаях на груди наблюдается слабое потемнение меха. Конец хвоста белый. Имеется 4 пары сосков.

## Образ жизни
Японская лесная мышь тяготеет к опушкам смешанных елово-широколиственных лесов с густым подлеском бамбучника. В годы повышенной численности зверьки наводняют осоково-злаковые луга, осенью устремляются на поля и в жилыe помещения. Строение нор японской мыши напоминает таковое у мыши восточноазиатской. В рационе данного вида преобладают семена хвойных и широколиственных пород, а также бамбучника, различного рода трав и прочих растений, в том числе культурных злаков. Размножение проходит в несколько этапов с мая по октябрь, в помёте обычно насчитывается 6—7 детёнышей. На территории РФ относительно малочисленна, однако в более южных субтропических регионах Японии в годы высокой численности вид может наносить вред посевам зерновых и бахчевых культур.